# Katrin Jäke
Katrin Jäke (1973) es una deportista alemana que compitió en natación, especialista en el estilo mariposa.
Ganó dos medallas de plata en el Campeonato Mundial de Natación en Piscina Corta de 2000 y una medalla de plata en el Campeonato Europeo de Natación de 1993.

## Palmarés internacional
| Campeonato Mundial en Piscina Corta | Campeonato Mundial en Piscina Corta | Campeonato Mundial en Piscina Corta | Campeonato Mundial en Piscina Corta |
| Año                                 | Lugar                               | Medalla                             | Prueba                              |
| ----------------------------------- | ----------------------------------- | ----------------------------------- | ----------------------------------- |
| 2000                                | Atenas (Grecia)                     | Medalla de plata                    | 200 m mariposa                      |
| 2000                                | Atenas (Grecia)                     | Medalla de plata                    | 4 × 100 m estilos                   |
| Campeonato Europeo                  |                                     |                                     |                                     |
| Año                                 | Lugar                               | Medalla                             | Prueba                              |
| 1993                                | Sheffield (Reino Unido)             | Medalla de plata                    | 200 m mariposa                      |